# World War Z (film)
Cet article concerne le film. Pour le livre original, voir World War Z.
Pour les articles homonymes, voir World War Z (homonymie).
Pour plus de détails, voir Fiche technique et Distribution.
World War Z ou Guerre Mondiale Z au Québec est un film de zombies américain réalisé par Marc Forster et sorti en 2013. Il s'agit de l'adaptation cinématographique du roman éponyme de Max Brooks.

## Synopsis
- Philadelphie, Pennsylvanie

L'ancien employé de l'ONU Gerry Lane, sa femme Karin et leurs deux filles, Rachel et Constance (surnommée « Connie »), sont dans la circulation dense de Philadelphie lorsque la ville est envahie par des zombies.
- Newark, New Jersey

Alors que le chaos s'étend, la famille Lane s'échappe vers Newark, dans le New Jersey et se réfugie dans un appartement, où vit un couple avec son jeune fils, Tomas, surnommé « Tommy ».
- USS Argus - Navire de Commandement de l'ONU

Le secrétaire général adjoint de l'ONU, Thierry Umutoni, un vieil ami de Gerry, envoie un hélicoptère qui extrait les Lane et Tommy vers un navire de la Marine américaine dans l'océan Atlantique, où des scientifiques et du personnel militaire analysent l'évolution de l'épidémie dans le monde. Le Dr Andrew Fassbach présume qu'il s'agit d'un virus et que le développement d'un vaccin dépend de la découverte de son origine. Gerry accepte à contrecœur d'aider Fassbach à retrouver la source de l'épidémie, après qu'on lui a fait comprendre que lui et sa famille seraient débarqués du navire s'il ne le fait pas.
- Camp Humphreys, Corée du Sud

Gerry et Fassbach se rendent au camp Humphreys, une base militaire en Corée du Sud, où ils sont attaqués à leur arrivée par des zombies. En se retournant pour rentrer dans l'avion, Fassbach glisse, tombe et décharge involontairement son arme à feu, se tuant accidentellement. Après avoir été secouru par le personnel survivant de la base, dirigé par le capitaine Speke, Gerry apprend que l'infection a été introduite à la base par son médecin, qui a finalement été incinéré par un soldat avec une jambe boiteuse que les infectés ont ignoré. Un ancien agent de la CIA emprisonné à la base pour avoir vendu des armes à la Corée du Nord (pour les aider à combattre l'infection) dit à Gerry d'aller à Jérusalem, où une zone de sécurité a été maintenue par le Mossad avant même la reconnaissance officielle de l'épidémie. Alors que Gerry et son équipe retournent à vélo à leur avion, les zombies attaquent, tuent plusieurs soldats et infectent le capitaine Speke, qui se suicide pour éviter de devenir un zombie. Gerry et son pilote s'échappent.
- Jérusalem, Israël

À Jérusalem, Gerry rencontre le chef du Mossad, Jurgen Warmbrunn, qui explique que des mois auparavant, le Mossad avait intercepté un message militaire indien prétendant que 3 troupes indiennes combattaient les « Rakshasa », ou « esprits morts ». Israël avait alors mis Jérusalem en quarantaine, érigeant d'immenses murs autour d'elle. Alors que Jurgen montre à Gerry comment Israël permet aux survivants de se réfugier dans la ville, les chants festifs des réfugiés incitent les zombies à escalader les murs et à attaquer la foule. Jurgen ordonne à des soldats israéliens d'escorter Gerry jusqu'à son avion. En chemin, Gerry remarque que les zombies ignorent un vieillard ainsi qu'un garçon émacié. Peu de temps après, l'une des escortes de Gerry, une militaire qui ne s'identifie que comme « Segen », est mordue à la main, que Gerry ampute rapidement pour l'empêcher de se transformer. Gerry et Segen s'échappent dans un avion de ligne commercial alors que Jérusalem est envahie et qu'Israël cherche à protéger ses frontières restantes.
Gerry contacte Thierry, et l'avion de ligne est détourné vers une installation de l'Organisation mondiale de la santé (OMS) à l'extérieur de Cardiff, au pays de Galles. Lorsqu'un zombie clandestin attaque en plein vol, Gerry utilise une grenade pour expulser les personnes infectées de l'avion, mais cela les fait aussi s'écraser.
- Centre de recherches de l'OMS, Pays de Galles

Gerry est blessé, mais Segen et lui survivent tous les deux. Ils se rendent à l'établissement de l'OMS, où Gerry perd connaissance. Il se réveille trois jours plus tard et explique au personnel de l'OMS sa théorie, après avoir vu les zombies ignorer certaines personnes : les infectés ne mordent pas les blessés graves ou les malades en phase terminale car ils seraient des hôtes inappropriés pour la reproduction virale. Il suggère de tester cela en infectant délibérément quelqu'un avec un agent pathogène de l'établissement, mais les agents pathogènes sont stockés dans une aile déjà envahie par des zombies. Gerry, Segen et le médecin chef de l'OMS vont chercher un agent pathogène. Pendant qu'ils se battent, ils sont séparés ; Gerry continue vers la salle sécurisée des agents pathogènes tandis que Segen et le médecin retournent au bâtiment principal. Un zombie bloque l'accès de la salle, obligeant Gerry à s'injecter un agent pathogène inconnu et à ouvrir la porte, mettant ainsi à l'épreuve sa théorie. Le zombie l'ignore, tout comme ceux qu'il rencontre en retournant au bâtiment principal. Tout le monde se réjouit du succès de Gerry et un vaccin lui est administré.
- Zone refuge de Freeport, Nouvelle-Écosse

Gerry et sa famille sont réunis dans une zone refuge à Freeport, en Nouvelle-Écosse. Un « vaccin », dérivé d'agents pathogènes mortels, est développé et délivré aux survivants combattant les infectés, agissant comme une sorte de camouflage. Le vaccin aide également les survivants à atteindre les zones de quarantaine. Les offensives humaines commencent contre les zombies, et l'espoir est restauré. « Ce n'est pas fini… loin de là », dit Gerry, « Battez-vous. Entraidez-vous. Soyez prêts à faire face. Notre guerre ne fait que commencer. ».

## Fiche technique
Sauf indication contraire, les informations mentionnées dans cette section peuvent être confirmées par la base de données cinématographiques IMDb,  présente dans la section « Liens externes ».

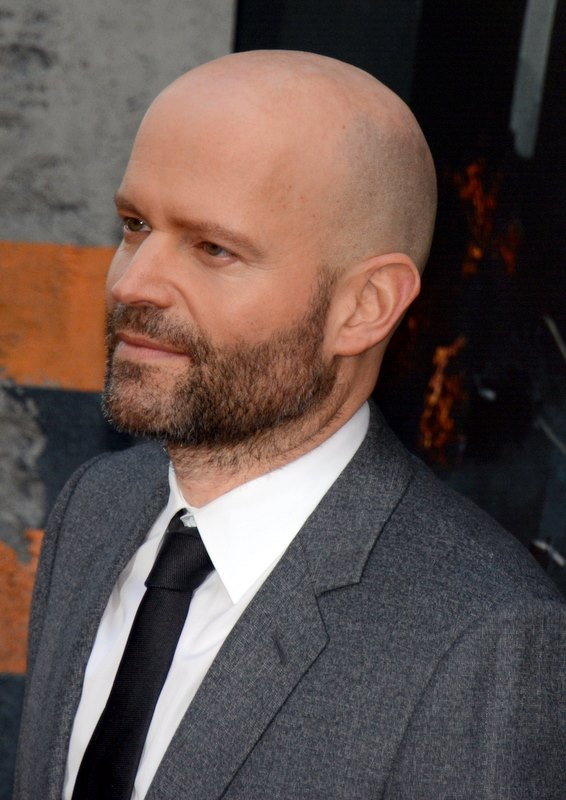
Marc Forster lors du Festival de Cannes 2013.

- Titre original et français : World War Z
- Titre québécois : Guerre Mondiale Z
- Réalisation : Marc Forster
- Scénario : Matthew Michael Carnahan, Joseph Michael Straczynski, Damon Lindelof et Drew Goddard, d'après le roman World War Z de Max Brooks
- Musique : Marco Beltrami
- Direction artistique : Jon Billington, Ben Collins, James Foster, Alan Gilmore et Matthew Gray
- Décors : Nigel Phelps
- Costumes : Mayes C. Rubeo
- Photographie : Ben Seresin
- Montage : Matt Chesse
- Production : Ian Bryce, Dede Gardner, Jeremy Kleiner et Brad Pitt
  - Production déléguée : David Ellison, Marc Forster, Dana Goldberg, Tim Headington, Graham King, Paul Schwake et Brad Simpson
  - Production exécutive : Marc Forster
- Sociétés de production : Skydance Productions, Hemisphere Media Capital, GK Films et Plan B Entertainment
- Société de distribution : Paramount Pictures
- Budget : 190 millions de dollars[1]
- Pays de productio :  États-Unis
- Langue originale : anglais
- Format : couleur — 2,40:1 — 35 mm — son Dolby numérique
- Genre : science-fiction, épouvante-horreur, zombies
- Durée : 116 minutes, 123 minutes (version longue - Blu-ray uniquement)
- Dates de sortie[2] :
  - Canada, États-Unis : 21 juin 2013
  - Suisse : 26 juin 2013
  - Belgique ; France : 3 juillet 2013
  - Sortie DVD et Blu-ray : 20 novembre 2013[Où ?]
- Classification :
  - États-Unis : PG-13 « for intense frightening zombie sequences, violence and disturbing images »
  - France : interdit aux moins de 12 ans lors de sa sortie en salles, en vidéo et lors de sa diffusion à la télévision[réf. nécessaire]

## Distribution

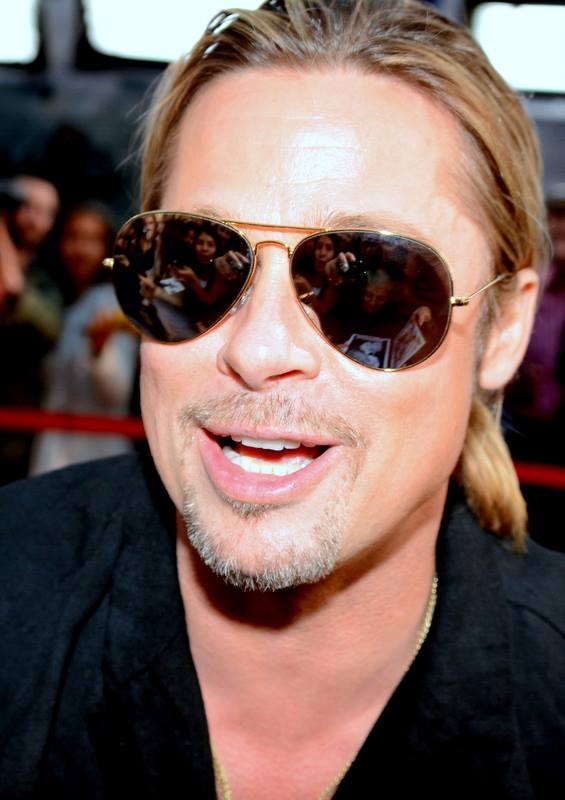
Brad Pitt lors du Festival de Cannes 2013.

- Brad Pitt (VF : Jean-Pierre Michaël ; VQ : Alain Zouvi) : Gerry Lane
- Mireille Enos (VF : Marie Zidi ; VQ : Mélanie Laberge) : Karin Lane
- Daniella Kertesz (VF : Marie Tirmont ; VQ : Geneviève Déry) : Segen
- James Badge Dale (VF : Loïc Houdré ; VQ : Frédéric Paquet) : Capitaine Speke
- David Morse (VF : Stefan Godin ; VQ : Sylvain Hétu) : Agent Gunter Haffner de la CIA
- Fana Mokoena (VF : Frantz Confiac ; VQ : Patrick Chouinard) : Thierry Umutoni
- David Andrews (VF : Patrick Béthune ; VQ : Jean-Luc Montminy) : Capitaine Mullenaro
- Sterling Jerins (VF : Jeanne Orsat ; VQ : Marguerite D'Amour) : Constance Lane, surnommée « Connie »
- Abigail Hargrove (VF : Alice Orsat ; VQ : Sarah Oussaïd) : Rachel Lane
- Peter Capaldi (VF : Mathieu Buscatto) : Médecin de l'OMS
- Pierfrancesco Favino (VF : Joël Zaffarano) : Directeur du Centre de Recherches de l'OMS
- Ludi Boeken (VF : Michel Papineschi ; VQ : Guy Nadon) : Jurgen Warmbrunn
- Grégory Fitoussi (VF : lui-même) : Pilote du Lockheed C-130 Hercules
- Matthew Fox (VF : Xavier Fagnon) : Soldat Américain
- Elyes Gabel (VQ : Martin Watier) : Andrew Fassbach, le virologue
- Fabrizio Zacharee Guido (VF : Victor Quilichini ; VQ : Xiao Ye Hernan) : Tomas, surnommé « Tommy »
- Michiel Huisman (VF : Patrick Mancini ; VQ : Claude Gagnon) : Ellis
- Ruth Negga (VF : Nathalie Karsenti) : Médecin de l'OMS
- Moritz Bleibtreu (VF : Frédéric Popovic): Médecin de l'OMS
- Julia Levy-Boeken : Réfugiée du Camp Israélien
- Lucy Aharish : citoyenne Palestinienne

Sources et légende : Version française (VF) sur AlloDoublage et selon le carton du doublage français ; Version québécoise (VQ) sur Doublage.qc.ca

## Production

### Développement
Après la guerre aux enchères avec la société de production Appian Way de Leonardo DiCaprio, Plan B Entertainment obtient, en 2006, les droits d'adaptation du roman World War Z de Max Brooks. Brad Pitt, l'un des fondateurs de cette société, finance le film. Le scénario est confié à Joseph Michael Straczynski et la direction à Marc Forster, qui souhaite s'inspirer des thrillers des années 1970, avec leurs complots paranoïaques, comme Les Hommes du président (All the President's Men) d'Alan J. Pakula.
Très vite, les producteurs décident de ne pas reprendre la structure originale du roman, qui décrivait plusieurs témoignages de personnes ayant survécu à la guerre mondiale contre les zombies. Ainsi, il a été choisi de se focaliser sur le point de vue d'un seul protagoniste : l'ancien employé des Nations unies, Gerry Lane.
Le scénariste avait espéré que le tournage commencerait au début de 2009. Malheureusement, lors d'un interview avec IGN en mars 2009, le réalisateur a avoué que le scénario était encore en plein développement et qu'il n'était pas certain que World War Z serait son prochain film. En juillet de la même année, un autre scénariste, nommé Matthew Michael Carnahan, réécrit alors le scénario.
Au San Diego Comic-Con de 2010, Paramount Pictures et UTV Motion Pictures annoncent que le film sera tourné par le même réalisateur et confirment que Brad Pitt y tiendra le rôle principal.

### Choix des interprètes
De nombreuses rumeurs ont circulé sur les possibles noms présents au générique, notamment ceux de Bryan Cranston et Ed Harris, les deux acteurs étant un temps entrés en négociation avec la production. Mais ceux-ci ne font finalement pas partie du casting.
L'acteur français Grégory Fitoussi a été choisi car le réalisateur l'avait vu dans la série Engrenages : « J'ai passé des essais pour le film. Je me suis filmé chez moi et j'ai envoyé la bande à Los Angeles. Cela se fait de plus en plus pour les films étrangers. Il se trouve que le réalisateur Marc Forster est un fan de la série Engrenages. Il a même un temps essayé de l'adapter aux États-Unis. Visiblement, il avait envie de travailler avec moi. Il m'a donc donné ce rôle de pilote des Nations Unies. J'ai eu de la chance, car toutes mes scènes étaient avec Brad Pitt, James Badge Dale et David Morse. Trois acteurs dont je suis totalement fan. Le seul problème était de me libérer, car je tournais sur la 4e saison d'Engrenages au même moment à Paris. Les producteurs de la série ont été très conciliants et j'en profite pour les remercier car sans leur aide je n'aurais pas pu faire World War Z. »

### Tournage et réécritures

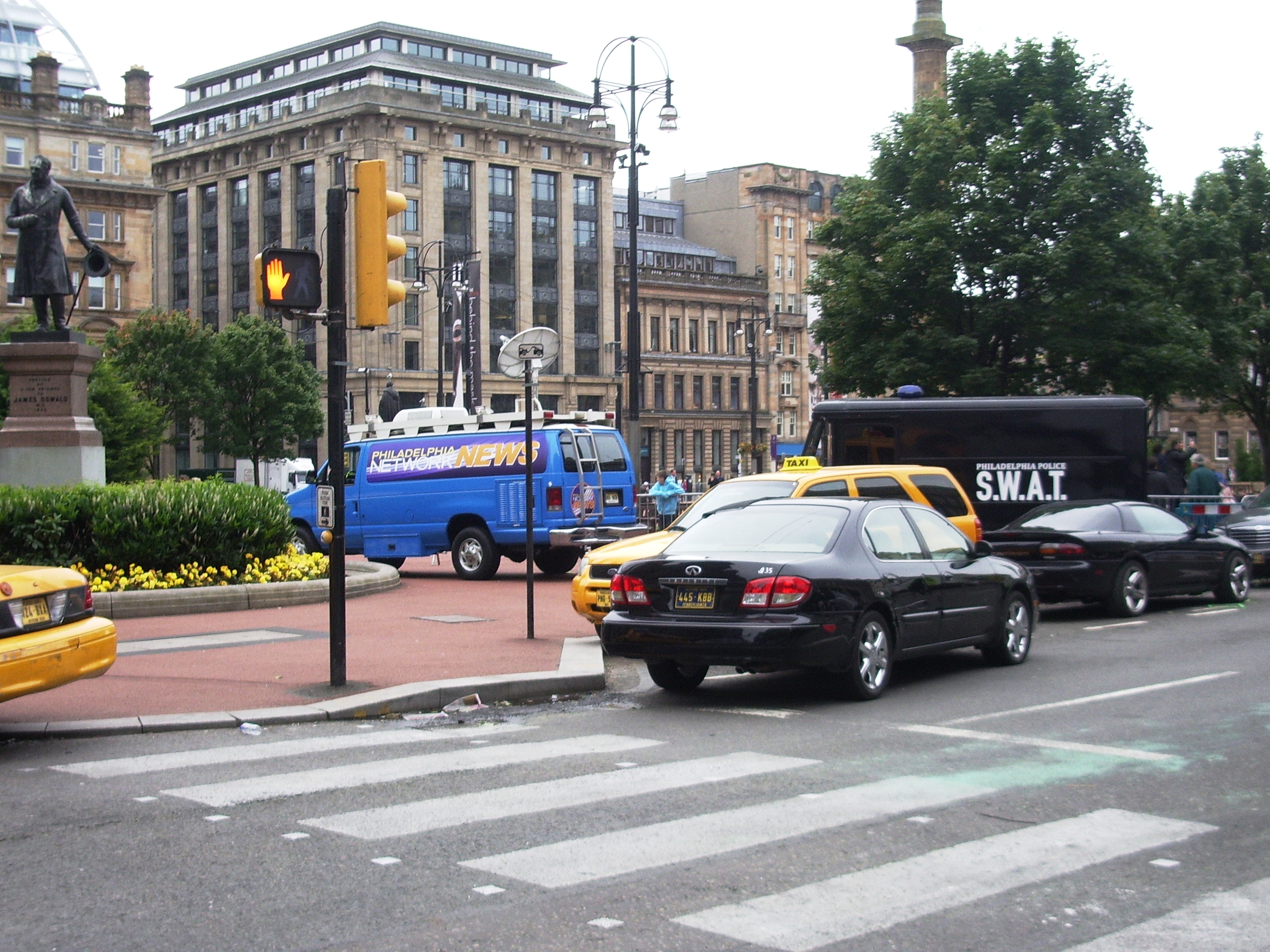
Tournage de World War Z à Glasgow, en août 2011.

Le tournage débute à Malte en juillet 2011, où l'équipe tourne en fait des scènes se déroulant à Jérusalem. Le tournage se poursuit à Glasgow en Écosse en août 2011, pour des séquences censées se dérouler à Philadelphie. Ainsi, on aperçoit à plusieurs reprises l'hôtel de ville de Glasgow et George Square, puis le pont Benjamin-Franklin de Philadelphie et une vue d'ensemble de la principale ville de Pennsylvanie. Le tournage s'achève dans le 10e arrondissement de Budapest, en Hongrie, en octobre 2011.
À la suite de nombreux problèmes sur le tournage et à la demande d'une production insatisfaite, l'équipe du film est partie retourner plusieurs scènes en mai 2012 dans la capitale hongroise.
En juin 2012, le scénariste Damon Lindelof est même engagé pour réécrire le troisième acte avant les reshootings. Cependant, il est occupé par d'autres projets. Paramount Pictures engage donc Drew Goddard. À la suite des réécritures, le studio décide de tourner entre 30 et 40 minutes de scènes supplémentaires, pour avoir une fin plus cohérente. Ces reshoots et autres problèmes font alors grimper le budget à plus de 190 millions, au grand désespoir de Marc Evans, président de Paramount Pictures,,.

### Musique
La musique du film a été composée par Marco Beltrami, compositeur des bandes-originales des quatre premiers volets de la franchise Scream, de Resident Evil ou encore de Die Hard 4 : Retour en enfer et de Die Hard : Belle journée pour mourir.
Fin mai 2013, le groupe de rock-alternatif anglais Muse laisse entendre sur sa chaine YouTube officielle qu'il a participé à la bande-originale du film. Effectivement, deux titres extraits de leur album The 2nd Law figurent dans World War Z : Follow Me que l'on peut entendre lors du générique de fin, et The 2nd Law: Isolated System lors du générique d'ouverture et de fin, et tout au long du film.
| Listes des titres | Listes des titres          | Listes des titres | Listes des titres | Listes des titres | Listes des titres | Listes des titres | Listes des titres | Listes des titres | Listes des titres |
| No                | Titre                      | Durée             |                   |                   |                   |                   |                   |                   |                   |
| ----------------- | -------------------------- | ----------------- | ----------------- | ----------------- | ----------------- | ----------------- | ----------------- | ----------------- | ----------------- |
| 1.                | Philadelphia               | 4:03              |                   |                   |                   |                   |                   |                   |                   |
| 2.                | The Lane Family            | 2:47              |                   |                   |                   |                   |                   |                   |                   |
| 3.                | Ninja Quiet                | 2:54              |                   |                   |                   |                   |                   |                   |                   |
| 4.                | Searching for Clues        | 5:33              |                   |                   |                   |                   |                   |                   |                   |
| 5.                | NJ Mart                    | 4:01              |                   |                   |                   |                   |                   |                   |                   |
| 6.                | Zombies in Coach           | 3:43              |                   |                   |                   |                   |                   |                   |                   |
| 7.                | Hand Off!                  | 2:49              |                   |                   |                   |                   |                   |                   |                   |
| 8.                | No Teeth No Bite           | 3:25              |                   |                   |                   |                   |                   |                   |                   |
| 9.                | The Salvation Gates        | 4:24              |                   |                   |                   |                   |                   |                   |                   |
| 10.               | Wales                      | 5:22              |                   |                   |                   |                   |                   |                   |                   |
| 11.               | Like a River Around a Rock | 5:08              |                   |                   |                   |                   |                   |                   |                   |
| 44:09             |                            |                   |                   |                   |                   |                   |                   |                   |                   |

## Accueil

### Sortie
Initialement prévu pour sortir dans les salles le 21 décembre 2012, World War Z a été repoussé à la suite de ses aléas de production. Finalement, l'avant-première mondiale du film a lieu à Londres le 2 juin 2013. Juste après la projection s'étant déroulée à l'Empire Cinema sur Leicester Square, Muse (groupe) a donné un concert exceptionnel en présence de toute l'équipe du film sur la Horse Guards Parade pour fêter cette sortie. World War Z sortira ensuite officiellement dans les salles le 21 juin en Angleterre et aux États-Unis, et le 3 juillet dans les salles françaises.
Le film est sorti le 20 novembre 2013 en DVD, Blu-ray et Blu-ray 3D.
Si le DVD comprend uniquement la version cinéma du film d'une durée de 116 minutes (1h56), le Blu-ray comprend la version longue du film d'une durée de 123 minutes (2h03).
Les bonus DVD et Blu-ray du film comprennent uniquement le making-of du film, intitulé Dans les coulisses du film : une incroyable plongée dans la création de l'apocalypse WWZ, ainsi qu'une interview du réalisateur et des différents acteurs du film.

### Accueil critique
Le film a reçu un accueil critique relativement favorable dans les pays anglo-saxons, recueillant 66 % de critiques positives, avec une note moyenne de 6,2/10 et sur la base de 273 critiques collectées, sur le site agrégateur de critiques Rotten Tomatoes. Sur Metacritic, il obtient un score de 63/100 sur la base de 46 critiques collectées.
En France, le site Allociné propose une note moyenne de 2,9⁄5 à partir de l'interprétation de critiques provenant de 28 titres de presse. Les critiques s'accordent à sa sortie pour considérer le film comme familial de par sa nature de blockbuster voulue par Marc Forster,. Ceci lui donne à la fois sa force et sa faiblesse auprès des critiques, certains y voyant un genre mis à portée de chacun avec un scénario correct, permettant d'y amener ses enfants (le film est PG-13), mais d'autres une vision édulcorée et insipide de ce genre.
- Thomas Agnelli, de Première, évoque une « superproduction qui remplit bien son contrat de divertissement estival » avec un début de film qui « met la tête à l’envers » et une deuxième partie qui, malgré « quelques séquences démentes, comme le crash d’un Airbus A310-300 ou l’attaque d’une zone fortifiée à Jérusalem, inspirant le malaise et l’effroi, impressionne un peu moins »[26].
- Yann Lebecque, de L'Écran fantastique, estime que le spectateur est « constamment tenu en haleine par cette œuvre qui retrouve le souffle des premiers films de zombies en interrogeant le spectateur sur l'état du monde actuel »[22].
- Pour Jean Roy de L'Humanité, « Le rythme est impeccable, la musique à ne pas rabaisser, l'interprétation sans faille et, surtout, les effets spéciaux en 3D sont saisissants. »[27].
- Pour Bruno Icher, de Libération, le film « contre toute attente, est plutôt enthousiasmant, avant tout grâce à son rythme frénétique qui ne mollit pas pendant les trois quarts du film où tout va toujours à toute vitesse » et « ressuscite — certes à grands frais — un peu de l’esprit corrosif des sagas de morts vivants, tout en restant dans les clous du spectacle grand public »[28].
- Pour François-Guillaume Lorrain dans Le Point, « [Brad Pitt] affronte une humanité contaminée par un virus. Un film sous forme de pot-pourri efficace, entre apocalypse et politique. »[29].
- Cependant dans Le Monde, le film est décrit comme un « film d'horreur familial […], une pudibonderie qui dénature considérablement la portée politique et organique inhérente au genre »[30]. En plus du genre dévoyé, Le Monde critique plusieurs messages à « l'idéologie rance », notamment lors du passage à Jérusalem[30].
- Dans Positif, Philippe Rouyer commente « Brad Pitt fait son maximum. Cela ne suffit pas pour donner du goût à ce film à la fois insipide et bruyant. »[31].
- Dans les Cahiers du cinéma, Jean-Philippe Tessé rapporte « Z comme série Z ? C’est affaire de goût, mais après tout, on a vu pire que ce blockbuster calibré pour le tout public »[32].
- Dans Les Inrockuptibles, Léo Soesanto résume : « Brad Pitt inconséquent et bien coiffé dans un blockbuster qui dépolitise et affaiblit la figure du zombie ». Il conclut : « World War Z est un film catastrophe bancal où les morts-vivants auraient pu être remplacés par n’importe quoi »[33].
- La critique du Figaro est elle aussi saignante, titrant « World War Z : à mourir d'ennui ! » dans une chronique sous-titrée « Le nanar de la semaine »[34].
- Dans Mad Movies, Laurent Duroche trouve que « Marc « Quantum of Solace » Forster illustre platement des scènes d'une débilité sans nom [...] peinant à masquer un manque d'enjeux flagrant découlant de réécritures chaotiques effectuées pendant le tournage. »[35]
- Journal du Geek décrit le jeu d'acteur, les personnages et le scénario comme plats et sans âme[36].

Il est à noter que Max Brooks, l'auteur de la version littéraire de ce film (World War Z), a publiquement renié le film (en disant que « le film et le livre ne partagent que le titre »), jugeant que celui-ci n'était pas du tout représentatif de son travail en tant qu'écrivain.

### Box-office
| Pays ou région        | Box-office        | Date d'arrêt du box-office | Nombre de semaines |
| --------------------- | ----------------- | -------------------------- | ------------------ |
| États-Unis Canada     | 202 807 711 $     | 10 octobre 2013            | 16                 |
| France                | 2 444 735 entrées | 3 septembre 2013           | 9                  |
| Total hors États-Unis | 337 648 165 $     | 10 octobre 2013            | 16                 |
| Total mondial         | 540 455 876 $     | 10 octobre 2013            | 16                 |

Le film a récolté 202 millions de dollars de recettes aux États-Unis, et 337 millions de dollars de recettes internationales pour un total de 540 millions de dollars de recettes mondiales. En France, il a réalisé 2,444 millions d'entrées. Il s'agit du film de zombies le plus rentable de l'histoire du cinéma.

## Distinctions

### Récompenses
- Saturn Awards 2014 : meilleur thriller

### Nominations
- Critics' Choice Movie Awards 2014 : 
  - Meilleur film d'action
  - Meilleur acteur dans un film d'action pour Brad Pitt
- Satellite Awards 2014 : meilleurs effets visuels
- Saturn Awards 2014 : meilleur acteur pour Brad Pitt

## Projet de suite
En raison du succès mondial du film, une suite est rapidement envisagée. En décembre 2013, l'Espagnol Juan Antonio Bayona est annoncé comme réalisateur de ce film. Cependant, en janvier 2016, il est annoncé qu'il quitte le projet. David Fincher le reprend en juin 2017. Toutefois, le 7 février 2019, il est annoncé sur internet et sur les réseaux sociaux que le projet de suite est annulé.